# Municipio de Santa Ana (Sonora)
El Municipio de Santa Ana es uno de los 72 municipios en que se encuentra dividido el estado mexicano de Sonora, Colinda al norte con los municipios de Tubutama y Magdalena; al sur, con Benjamín Hill y Opodepe; al este, con Cucurpe, y al oeste, con Trincheras. Su extensión territorial es de 1620.65 km², que representa 3.5% de la superficie total del estado. Es conocida también como "la llave del desierto" por el cruce carretero en forma de y que la caracteriza. Su cabecera municipal es la ciudad de Santa Ana

## Demografía
De acuerdo a los resultados del Censo de Población y Vivienda de 2020 realizado por el Instituto Nacional de Estadística y Geografía, la población total de Pitiquito es de 16 203 habitantes, de los cuales 8 214 son hombres y 7 989 son mujeres.

### Localidades
El municipio de Santa Ana tiene un total de 99 localidades, las principales y su población en 2020 son las que a continuación se enlistan:
| Localidad       | Población |
| Total Municipio | 16203     |
| Santa Ana       | 12372     |
| Estación Llano  | 1292      |
| Santa Ana Viejo | 826       |
| El Claro        | 718       |
| Santa Martha    | 275       |
| El Pantanito    | 145       |
| La Polvadera    | 96        |